# 1974-es Formula–1 német nagydíj
A német nagydíj volt az 1974-es Formula–1 világbajnokság tizenegyedik futama.

## Futam
A német nagydíjon Lauda-Regazzoni sorrendben a Ferrarié lett az első sor, a másik két bajnoki esélyes a második sorból indult. Regazzoni szerezte meg a vezetést a rajtnál, míg Lauda és Scheckter összeütközött, az osztráknak emiatt fel kellett adnia a versenyt. Fittipaldi defektet kapott, ki kellett állnia a boxba. Regazzoni győzött (így átvette a vezetést a bajnokságban), Scheckter második, Reutemann harmadik lett.
| Helyezés | #  | Versenyző            | Csapat/Motor      | Körök | Idő/Kiesés oka     | Rajthely | Pontszám |
| -------- | -- | -------------------- | ----------------- | ----- | ------------------ | -------- | -------- |
| 1        | 11 | Clay Regazzoni       | Ferrari           | 14    | 1:41:35,0          | 2        | 9        |
| 2        | 3  | Jody Scheckter       | Tyrrell-Ford      | 14    | + 50,7             | 4        | 6        |
| 3        | 7  | Carlos Reutemann     | Brabham-Ford      | 14    | + 1:23,3           | 6        | 4        |
| 4        | 1  | Ronnie Peterson      | Lotus-Ford        | 14    | + 1:24,2           | 8        | 3        |
| 5        | 2  | Jacky Ickx           | Lotus-Ford        | 14    | + 1:25,0           | 9        | 2        |
| 6        | 16 | Tom Pryce            | Shadow-Ford       | 14    | + 2:18,1           | 11       | 1        |
| 7        | 9  | Hans-Joachim Stuck   | March-Ford        | 14    | + 2:58,7           | 20       |          |
| 8        | 17 | Jean-Pierre Jarier   | Shadow-Ford       | 14    | + 3:25,9           | 18       |          |
| 9        | 26 | Graham Hill          | Lola-Ford         | 14    | + 3:26,4           | 19       |          |
| 10       | 15 | Henri Pescarolo      | BRM               | 14    | + 4:17,7           | 24       |          |
| 11       | 18 | Derek Bell           | Surtees-Ford      | 14    | + 5:17,7           | 25       |          |
| 12       | 8  | Carlos Pace          | Brabham-Ford      | 14    | + 6:26,3           | 17       |          |
| 13       | 10 | Vittorio Brambilla   | March-Ford        | 14    | + 8:43,1           | 23       |          |
| 14       | 32 | Ian Ashley           | Token-Ford        | 13    | + 1 kör            | 20       |          |
| 15       | 33 | Mike Hailwood        | McLaren-Ford      | 12    | Baleset            | 12       |          |
| Kiesett  | 19 | Jochen Mass          | Surtees-Ford      | 10    | Motorhiba          | 13       |          |
| Kiesett  | 24 | James Hunt           | Hesketh-Ford      | 10    | Váltó              | 10       |          |
| Kiesett  | 4  | Patrick Depailler    | Tyrrell-Ford      | 5     | Baleset            | 5        |          |
| Kiesett  | 20 | Arturo Merzario      | Iso Marlboro-Ford | 5     | Karburátor         | 16       |          |
| Kiesett  | 14 | Jean-Pierre Beltoise | BRM               | 4     | Üzemanyag rendszer | 15       |          |
| Kiesett  | 22 | Vern Schuppan        | Ensign-Ford       | 4     | Váltó              | 22       |          |
| Kiesett  | 5  | Emerson Fittipaldi   | McLaren-Ford      | 2     | Felfüggesztés      | 3        |          |
| Kiesett  | 21 | Jacques Laffite      | Iso Marlboro-Ford | 2     | Felfüggesztés      | 21       |          |
| Kiesett  | 28 | John Watson          | Brabham-Ford      | 1     | Felfüggesztés      | 14       |          |
| Kiesett  | 12 | Niki Lauda           | Ferrari           | 0     | Baleset            | 1        |          |
| Kiesett  | 6  | Denny Hulme          | McLaren-Ford      | 0     | Baleset            | 7        |          |
| NK       | 37 | François Migault     | BRM               |       |                    |          |          |
| NK       | 23 | Tim Schenken         | Trojan-Ford       |       |                    |          |          |
| NK       | 27 | Guy Edwards          | Lola-Ford         |       |                    |          |          |
| NK       | 30 | Larry Perkins        | Amon-Ford         |       |                    |          |          |
| NK       | 30 | Chris Amon           | Amon-Ford         |       |                    |          |          |
| NK       | 25 | Howden Ganley        | Maki-Ford         |       |                    |          |          |

## Statisztikák
Vezető helyen:
- Clay Regazzoni: 14 (1-14)

Clay Regazzoni 2. győzelme, Niki Lauda 7. pole-pozíciója, Jody Scheckter 2. leggyorsabb köre.
- Ferrari 52. győzelme.

Jacques Laffite első versenye.